# Некартенцлинген
Некартенцлинген (њем. Neckartenzlingen) општина је у њемачкој савезној држави Баден-Виртемберг. Једно је од 44 општинска средишта округа Еслинген. Према процјени из 2010. у општини је живјело 6.148 становника. Посједује регионалну шифру (AGS) 8116042.

## Географски и демографски подаци
Некартенцлинген се налази у савезној држави Баден-Виртемберг у округу Еслинген. Општина се налази на надморској висини од 292 метра. Површина општине износи 9,0 km². У самом мјесту је, према процјени из 2010. године, живјело 6.148 становника. Просјечна густина становништва износи 681 становника/km².

## Међународна сарадња
| Мјесто | Држава   | Врста сарадње | Од    |
| ------ | -------- | ------------- | ----- |
| Комло  | Мађарска | партнерство   | 1992. |
| Извор  |          |               |       |